# Operation Tabarin

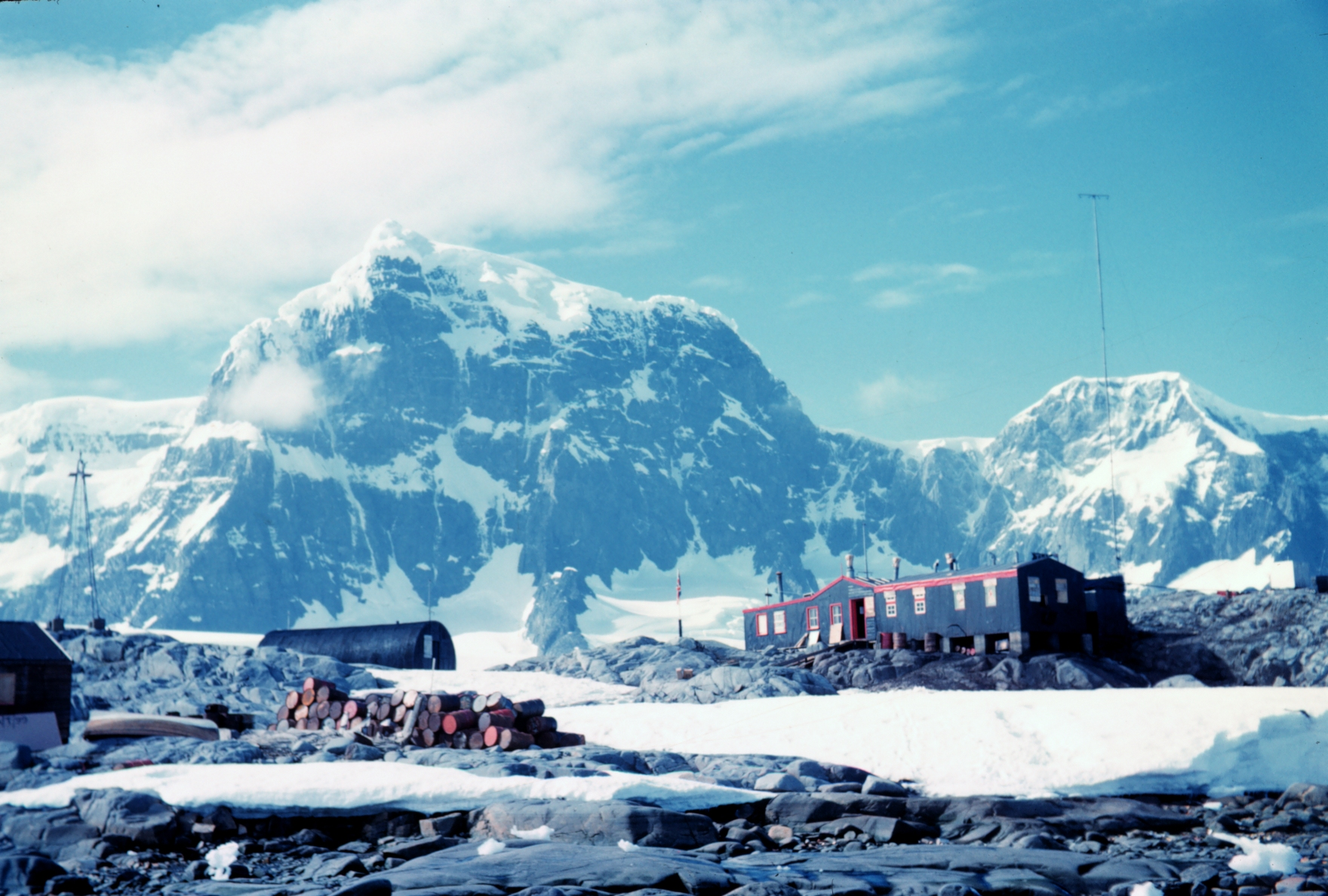
Den brittiska basen i Port Lockroy (här från 1962) är numer ett välbesökt museum

Operation Tabarin var en brittisk operation under andra världskriget, som syftade till att etablera en permanent brittisk närvaro i  Antarktis. Därigenom kunde man dels förhindra tyska skepp från att söka tillflykt i Antarktis, dels skapa förutsättningar för senare territoriella anspråk. Kodnamnet Tabarin passade bra, eftersom organiserandet av expeditionen förorsakade många sena nätter och ett visst mått av kaos, precis som den parisiska nattklubben Tabarin, som hade fått namnge expeditionen.